# Cisie-Gajówka
Cisie-Gajówka – osada leśna w Polsce położona w województwie małopolskim, w powiecie miechowskim, w gminie Książ Wielki.
W latach 1975–1998 miejscowość administracyjnie należała do województwa kieleckiego.